# Sèrie de còmics
Una sèrie de còmics és un format d'edició de còmics caracteritzat per la distribució periòdica de còmics en números successius a quioscos, llibreries de còmics o llibreries. La sèrie es pot configurar sense una conclusió fixa, o com a minisèrie o sèrie limitada, és a dir, amb un nombre predeterminat de llibres. Abarca els diferents arcs que componen la història que s'explica.
Les sèries de còmics publiquen històries dels protagonistes en continuïtat i es poden publicar diverses sèries simultàniament amb el mateix personatge, com en el cas de Marvel Comics, que publica diverses sèries amb el personatge de Spider-Man com The Amazing Spider-Man, Ultimate Spider-Man i Spider-Man Noir. Les històries encreuades són aquelles on els protagonistes de diferents sèries interactuen entre si en un mateix arc narratiu que comença en una sèrie i acaba en una altra.
Els llibres es distribueixen normalment en forma de volums en tapa tova o grapats. Al mercat estatunidenc és habitual que les sèries d'àlbums que s'ofereixen en format grapat o quiosc es tornin a proposar com a volums recopilats, en format de butxaca comercial, que en general és més barat, o de tapa dura, que és més car.
Entre les sèries més llargues hi ha Detective Comics, que va debutar el 1937 i que va superar els 900 números el 2017, The Amazing Spider-Man, que va debutar el 1963 i que va tancar després d'arribar als 700 números el 2012 o Diabolik, que va debutar el 1962 i que es va tornar a publicar el 2017 després de més de 800 números o Tex, que va debutar el 1948 i que el 2019 va superar els 700 números.
Les nou sèries que han venut més exemplars en la història del còmic, en data 2020, són: Micky Maus (més de 1.000 milions), una sèrie alemanya publicada des de 1951 per l'editorial Egmont Ehapa; Superman (600 milions), creada el 1938 per Joe Shuster i Jerry Siegel; Batman (460 milions), nascut el 1939 dels autors Bill Finger i Bob Kane; One Piece (454 milions), un manga d'Eiichiro Oda que va debutar el 1997; Spider-Man (350 milions), creada per Stan Lee i Steve Ditko el 1962; Peanuts (300 milions), una tira còmica publicada des de 1950 fins al 2000, any en què va morir Charles M. Schulz, el seu autor; X-Men (270 milions), de la mà de Jack Kirby i Stan Lee i apareguda el 1963; Dragon Ball (240 milions), ideada per Akira Toriyama el 1984, i Garfield (135 milions), una tira còmica de Jim Davis nascuda el 1978.